# Yankee Station

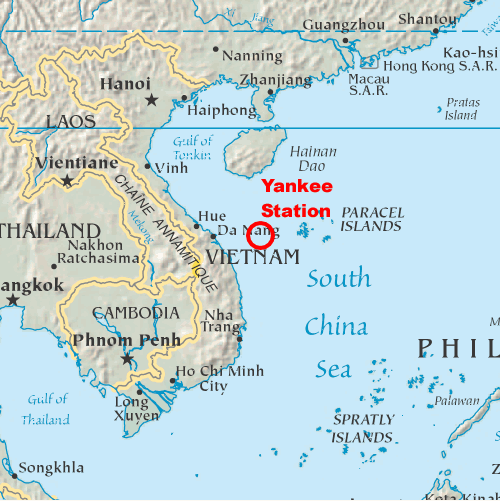
Ubicazione iniziale della Yankee Station nel periodo 1964-1966.
la Yankee Station fu poi spostata più a nord-ovest per il periodo 1966-1973

La Yankee Station (ufficialmente Point Yankee) fu un punto con coordinate fisse posto nel Mar Cinese Meridionale al largo delle coste del Vietnam, più o meno a metà strada tra Da Nang, le isole Paracelso e a circa 250 km a sud dell’isola di Hainan. Fu dalla Yankee Station che, dal mare aperto e per un periodo di nove anni, le portaerei del 77º gruppo navale (Task Force 77) della marina statunitense condussero le loro operazioni per lanciare attacchi aerei contro il Vietnam del Nord durante la guerra.

## Storia
Il suo nome deriva dal fatto che il sito fu usato per la prima volta come punto base per l'operazione Yankee Team, iniziata il 19 maggio 1964. La missione, condotta in cooperazione tra aerei della US Navy e dell’USAF, aveva lo scopo di effettuare   voli di ricognizione fotografica a media e bassa quota sopra la Piana delle Giare durante la guerra civile nel Regno del Laos; voli ben presto passati alla "ricognizione armata" con la scorta di cacciabombardieri da Tailandia e Vietnam del Sud. A sua volta il nome dell'operazione viene da quello della squadra di baseball dei New York Yankees e non dalla lettura della lettera "Y" dell'alfabeto fonetico NATO.
Nonostante la Yankee Station sia spesso associata al Golfo del Tonchino essa si trovava a più di 100 km a sud-est da esso poiché le acque al largo della costa del Vietnam del Nord erano infatti troppo pericolose per le preziose e strategicamente importanti portaerei.
Dopo essere passata ad attacchi aerei segreti contro gli infiltrati comunisti passanti per il sentiero di Ho Chi Minh (Pathet Lao e Viet Cong), posto alle pendici della Catena Annamita del Laos, la Yankee Team mutò quindi nell'operazione Barrel Roll.
Normalmente le portaerei dislocate alla Yankee Station erano tre: una operava da mezzanotte a mezzogiorno, una da mezzogiorno a mezzanotte e una dall'alba al tramonto. In questo modo le operazioni di volo potevano essere condotte 24 ore su 24, con capacità maggiorate durante le ore diurne, mentre gli equipaggi godevano di un sufficiente riposo. Soltanto durante le operazioni Linebacker e Linebacker II fu schierato un massimo di sei portaerei.
La prima portaerei alla Yankee Station fu la USS Kitty Hawk, giungendovi nell'aprile 1964 per svolgere le missioni Yankee Team. La Kitty Hawk fu quindi raggiunta dalla USS Ticonderoga a maggio e dalla USS Constellation a giugno, due mesi prima della risoluzione del Golfo del Tonchino. Fu quindi a partire dal 5 agosto 1964 che la Ticonderoga e la Constellation lanciarono le prime missioni di bombardamento proprio dalla Yankee Station, mentre sempre la Constellation fu l'ultima portaerei a condurre operazioni da essa, il 15 agosto 1973.
Similmente, più a sud, si trovava un punto chiamato Dixie Station, situato al largo di Phan Rang e del delta del Mekong, fu usato dal 15 maggio 1965 al 3 agosto 1966 per operazioni aeree contro i guerriglieri del FNL (vietcong) nel Vietnam del Sud.